# فريتز غورو
فريتز غورو (بالإنجليزية: Fritz Goro)‏ هو مصور أمريكي، ولد في 20 أبريل 1901 في مدينة بريمن في ألمانيا، وتوفي في 14 ديسمبر 1986 في تشاباكوا (نيويورك) في الولايات المتحدة.